# Hercostomus pilifer
Hercostomus pilifer är en tvåvingeart som först beskrevs av Friedrich Hermann Loew 1859.  Hercostomus pilifer ingår i släktet Hercostomus och familjen styltflugor. Inga underarter finns listade i Catalogue of Life.